# Darkstar
Pour l’article homonyme, voir Darkstar One.
Laynia Petrovna, alias Darkstar (la « Nébuleuse noire » en VF) est une super-héroïne évoluant dans l'univers Marvel de la maison d'édition Marvel Comics. Créé par le scénariste Tony Isabella et le dessinateur George Tuska, le personnage de fiction apparaît pour la première fois dans le comic book Champions #7 en août 1976.
Après la mort de Laynia Petrovna, deux autres personnes ont porté successivement l’alias de Darkstar : Sasha Roeri et Reena Stancioff.

## Historique de la publication et biographie du personnage

### Débuts avec les Champions de Los Angeles
Le personnage de Laynia Petrovna apparaît en tant que membre d'une équipe de héros soviétiques, constituée dans le but de ramener Natasha Romanoff (la Veuve noire) en URSS. Mais Darkstar choisit finalement de se ranger du côté des États-Unis et rejoint les Champions de Los Angeles. Elle reste avec l'équipe jusqu'à la séparation de celle-ci.
Durant sa période d'appartenance au groupe des Champions, Darkstar et Bobby Drake (un ancien X-Man connu sous le nom de Iceberg) ont été proches d'entretenir une relation romantique, mais Laynia ne considéra Iceberg que comme un ami et leur relation n'évolua jamais en amour. Elle démissionna ensuite des Champions et repartit pour la Russie, laissant derrière elle un Bobby Drake inconsolable.

### Au service de la Russie
Plus tard, Laynia Petrovna devint un personnage majeur de la mini-série Le Tournoi des Champions (en) (« Marvel Super Hero Contest of Champions ») où elle représenta l'Union soviétique dans cet affrontement international de super-héros. Ses origines ont été révélées par Bill Mantlo dans un épisode de la bande dessinée Hulk.
Darkstar fait de multiples apparitions par la suite, souvent au côté de l'équipe des Super-soldats soviétiques avec son frère Vanguard (Nikolaï Krylenko).
Les Super-soldats soviétiques rejoignirent finalement les États-Unis, mais furent capturés et ramenés en Union soviétique. Ils furent secourus par un homme connu sous le nom de Blind Faith et son équipe, les Exilés, qu'elle rejoignit par la suite (à ne pas confondre avec l'équipe de voyageurs dimensionnels les Exilés).
Plus tard, lors du changement de nom du Protectorat du Peuple en Winter Guard, Darkstar fut à nouveau recrutée par l'équipe. À la suite de la dissolution de cette équipe, Darkstar et Vanguard rejoignirent une équipe de mutants russes et se rangèrent aux côtés de leur père, la Présence.

### Chez X-Corporation et mort
Dans New X-Men #130, Darkstar est recrutée par la branche parisienne de la X-Corporation et possédée par Weapon XII, une création du projet Weapon Plus. Elle est par la suite tuée par Fantomex.
Une cérémonie funéraire se tient en son honneur au cimetière du Père-Lachaise à Paris où elle repose par la suite.

### Les nouvelles Darkstar
En 2008, une nouvelle Darkstar nommée Sasha Roeri, plus jeune, fait son apparition au sein de la Garde d'hiver (Winter Guard). Ayant reçu un échantillon d'ADN de Laynia Petrovna, mais incapable de contrôler ses pouvoirs, elle est tuée en mission.
La jeune russe Reena Stancioff est nommée pour la remplacer. Reena est tuée lors d'une attaque contre le quartier général de la Garde d'hiver par un Spectre noir (en) (Dire Wraith), qui commence alors à prendre sa forme. Bien que la Garde d'hiver repousse l'attaque, la mort de Reena est par la suite couverte par le gouvernement.

### Résurrection
Le Spectre noir qui avait pris la forme de Reena Stancioff est soudainement submergé par l'énergie de la Darkforce. La Darkstar originale (Laynia Petrovna) prend le contrôle de la créature et ressuscite par elle-même. Elle retrouve son frère Vanguard et retourne en service actif aux côtés de son frère et de la Grande Ourse. Elle combat par la suite Hyperion.
Avec les autres membres de la Garde d'hiver, elle est projetée dans l'espace par l'Intelligencia, mais survit.
Elle est présente lorsque la Garde d'hiver est réunie

## Pouvoirs et capacités
Darkstar est une mutante capable d'utiliser l'énergie extra-dimensionnelle de la Dimension noire (« Darkforce (en) » en VO) par simple effort mental, ce qui lui confère un certain nombre de capacités surhumaines.
En complément de ses pouvoirs, Laynia Petrovna est une bonne combattante, entraînée par le KGB et plus tard par la Veuve noire. Elle est bilingue russe et anglais.
- Darkstar est capable de former des objets solides avec la Darkforce, ou de se téléporter avec trois autres personnes. La portée maximale de sa téléportation est inconnue, mais ce type de déplacement la laisse désorientée pendant quelques secondes à chaque fois qu'elle sort de la Dimension noire.
- Elle peut aussi léviter et voler dans les airs en créant un champ d'énergie noire autour d'elle, qu'elle rend invisible et qui fonctionne grâce à l'attraction terrestre sur ce type d'énergie.
- Les limites supérieures de ses pouvoirs sont encore inconnues.

À l’origine, Darkstar portait au front un diadème donné par le professeur Phobos, officiellement pour amplifier ses pouvoirs. Mais, en réalité, cet objet affaiblissait ses liens avec l’énergie noire, transférant la puissance ainsi volée à Phobos lui-même.
Son uniforme original, conçu par les autorités soviétiques, est composé d'un tissu synthétique qui la protège totalement du froid. Les deux autres Darkstar avaient des costumes composés d'éléments Darkforce.